# Sankt Jan
 "St. John" omdirigeres hertil. For andre betydninger af St. John, se St. John (flertydig).
Sankt Jan (engelsk: Saint John) er en ø i øgruppen Jomfruøerne i Det Caribiske Hav. Med et areal på 50 km2 er den den mindste af de tre hovedøer i De Amerikanske Jomfruøer.

## Historie
Sankt Jan blev en dansk koloni efter flere års magtkamp mellem Storbritannien og Danmark, da begge lande gjorde krav på den ubeboede ø. Vestindisk-guineisk Kompagni gjorde krav på St. Jan fra 1683, og øen blev koloniseret i 1718. Danske kolonister og afrikanske slaver skabte hurtigt en voksende økonomi, da de grundlagde plantager. I dag udgør de afrikanske slavers efterkommere flertallet på øen ligesom på Sankt Croix og Sankt Thomas.
Omkring slutningen af 1800-tallet svigtede øernes økonomi, da slaverne gjorde oprør mod plantageejerne. I 1848 medførte det, at den danske generalguvernør Peter von Scholten frigav slaverne for at undgå et blodbad. I 1917 blev de dansk-vestindiske øer solgt til USA.
I 1956 købte den amerikanske mangemillionær Laurance Rockefeller store områder af Sankt Jan. Det var hans drøm at skabe en park for at bevare øens uberørte natur. Han oprettede derfor Virgin Islands National Park, hvilket skabte arbejdspladser og gav øget turisme og dermed indtægter for befolkningen på Sankt Jan. Han donerede området til United States National Park Service under forudsætning af, at området skulle forblive urørt i fremtiden. Virgin Islands National Park udgør 60 procent af øens areal.
Nogle af de mest populære strande i Caribien ligger på den nordlige del af øen. Den mest kendte strand er Trunk Bay, som er blevet rangeret blandt "De ti bedste strande i verden" af magasinet Condé Nast Traveler.